# جغد جنی
جغد جنی (نام علمی: Micrathene whitneyi) نام یک گونه از تیره جغدان راستین است.